# Khemais Labidi
Khemais Labidi (30 de agosto de 1950) é um treinador ex-futebolista tunisiano.

## Carreira
Ele competiu na Copa do Mundo FIFA de 1978, sediada na Argentina, na qual a seleção de seu país terminou na nona colocação dentre os 16 participantes.
Foi o treinador da Seleção Tunisiana de Futebol nas Olimpíadas de 2004.